# Сілезія (гау)

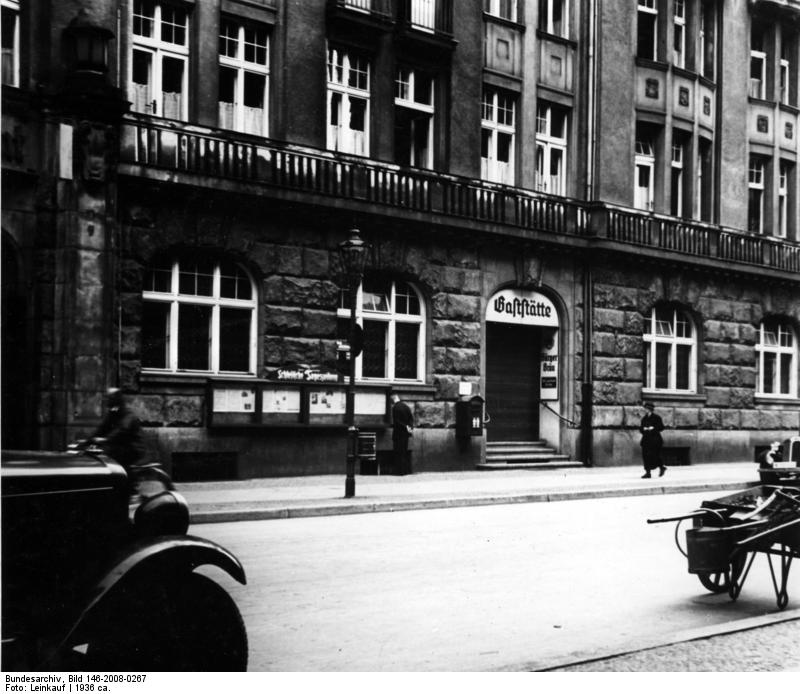
Будинок праці у Бреслау, 1936 р.

Гау Сілезія (нім. Gau Sсhlesien) — адміністративно-територіальна одиниця НСДАП з 15 березня 1925 року та нацистської Німеччини з 1933 по 1941 рік у межах прусської провінції Сілезія. 1939 року розширена за рахунок анексованих до складу Німеччини сілезьких земель окупованої Польщі. Існувала до 27 січня 1941 року, після чого була розділена на гау Верхня Сілезія і гау Нижня Сілезія. Після Другої світової війни більшість колишнього гау увійшла до відновленої Польщі, а невеликі частини на крайньому заході включили до складу пізнішої Східної Німеччини. 

## Історія
Нацистську систему гау було започатковано на партійній конференції 22 травня 1926 року, щоб покращити адміністрування партійної структури. Починаючи з 1933 року, після захоплення влади нацистами, гау дедалі більше замінювали земельний устрій Німеччини.
На чолі кожного гау стояв гауляйтер, посада якого ставала все більш потужною за дедалі меншого втручання згори, особливо після початку Другої світової війни. Місцеві гауляйтери часто поєднували урядові та партійні посади, відповідаючи, серед іншого, за пропаганду та нагляд, а з вересня 1944 року — за фольксштурм і оборону ввіреного йому гау.
Посаду гауляйтера в Сілезії з 1925 по 1934 рік обіймав Гельмут Брюкнер, а з 1934 по 1941 рік до остаточного розформування гау шляхом поділу — Йозеф Вагнер. Брюкнера усунули з посади через кілька місяців після Ночі довгих ножів, виключивши з нацистської партії. Він помер у радянському полоні 1951 року. Його наступника Вагнера, який був також гауляйтером гау Південна Вестфалія, позбавили посади гауляйтера Сілезії в січні 1941 року, а гауляйтера Південної Вестфалії — в листопаді 1941 року та зрештою виключили з нацистської партії. 1944 року його заарештувало гестапо. Наприкінці квітня або на початку травня 1945 року він помер за нез'ясованих обставин.